# سنت لارنس، اسکس
سنت لارنس (به انگلیسی: St Lawrence) یک روستا و محله مدنی در بریتانیا است که در مالدون واقع شده‌است. سنت لارنس ۱٬۳۸۸ نفر جمعیت دارد.